# ニコル・ワット
ニコル・ワット（英語：Nicole Watt、1985年4月28日 - ）は、カナダ、メルフォート出身のフィギュアスケート選手（女子シングル）。
2000年ムラドストトロフィー3位。

## 経歴
1999-00シーズン、カナダ選手権で4位に入る。2000-01シーズン、ムラドストトロフィーで3位、カナダ選手権で2位に入賞。2001年四大陸選手権に出場し11位となる。
2001-02シーズンはISUグランプリシリーズに参加しスケートカナダで9位、ラリック杯で11位となる。カナダ選手権では4位となる。2002-03シーズンは中国杯に出場し11位となる。カナダ選手権は棄権した。

## 主な戦績
| 大会/年                | 1999-00 | 2000-01 | 2001-02 | 2002-03 |
| ---------------------- | ------- | ------- | ------- | ------- |
| 四大陸選手権           |         | 11      |         |         |
| カナダ選手権           | 4       | 2       | 4       | 棄権    |
| GP中国杯               |         |         |         | 11      |
| GPラリック杯           |         |         | 11      |         |
| GPスケートカナダ       |         |         | 9       |         |
| JGPハルビン            |         | 9       |         |         |
| JGPメキシコ杯          |         | 5       |         |         |
| シェーファーメモリアル |         |         |         | 10      |
| ネーベルホルン杯       |         |         | 11      |         |
| ムラドストトロフィー   |         | 3 J     |         |         |